# Атиљо (Порторико)
Атиљо (шп. Hatillo) је општина у америчкој острвској територији Порторико, острвској држави Кариба.

## Демографија
По попису из 2010. године број становника је 41.953, што је 3.028 (7,8%) становника више него 2000. године.
| Група             | 2000.          | 2010.          |
| Белци             | 271 (0,7%)     | 269 (0,6%)     |
| Афроамериканци    | 1.003 (2,6%)   | 1.855 (4,4%)   |
| Азијати           | 25 (0,1%)      | 43 (0,1%)      |
| Хиспаноамериканци | 38.607 (99,2%) | 41.604 (99,2%) |
| Укупно            | 38.925         | 41.953         |